# Surreya
Surreya je rod grmova i polugrmova iz porodice štirovki, dio je potporodice Polycnemoideae. Rod sa svoje dvije vrste je raširen jedino po Australiji

## Vrste
1. Surreya diandra (R.Br.) R.Masson & G.Kadereit
2. Surreya mesembryanthema (F.Muell.) R.Masson & G.Kadereit